# Срефлие
Срефлие (серб. Срефлије / Sreflije) — село в общине Козарска-Дубица Республики Сербской Боснии и Герцеговины. Население составляет 212 человек по переписи 2013 года.

## Известные уроженцы и жители
- Милошевич, Костадин[серб.] — председатель сербского культурного общества «Привредник»[серб.]
- Чекич, Биляна — киноактриса[4]